# Czechów (Lubusz)
Pour les articles homonymes, voir Czechów.
Czechów (prononciation : [ˈt͡ʂɛxuf]) est un village polonais de la gmina de Santok dans le powiat de Gorzów de la voïvodie de Lubusz dans l'Ouest de la Pologne.
Il se situe à environ 9 kilomètres à l'ouest de Santok (siège de la gmina) et 4 kilomètres au sud-est de Gorzów Wielkopolski (siège du powiat).
Le village compte approximativement une population de 550 habitants en 2011.

## Histoire
Avant 1945, ce village était sur le territoire allemand. (voir Évolution territoriale de la Pologne)
De 1975 à 1998, le village appartenait administrativement à la voïvodie de Gorzów.

Depuis 1999, il appartient administrativement à la voïvodie de Lubusz